# ناحیه حویلی
ناحیه حویلی (به انگلیسی: Haveli District) یکی از ناحیه‌های پاکستان در پاکستان است که در کشمیر آزاد واقع شده‌است. ناحیه حویلی ۵۹۸ کیلومتر مربع مساحت و ۱۵۲٬۱۲۴ نفر جمعیت دارد.